# Nhà giàu mới nổi

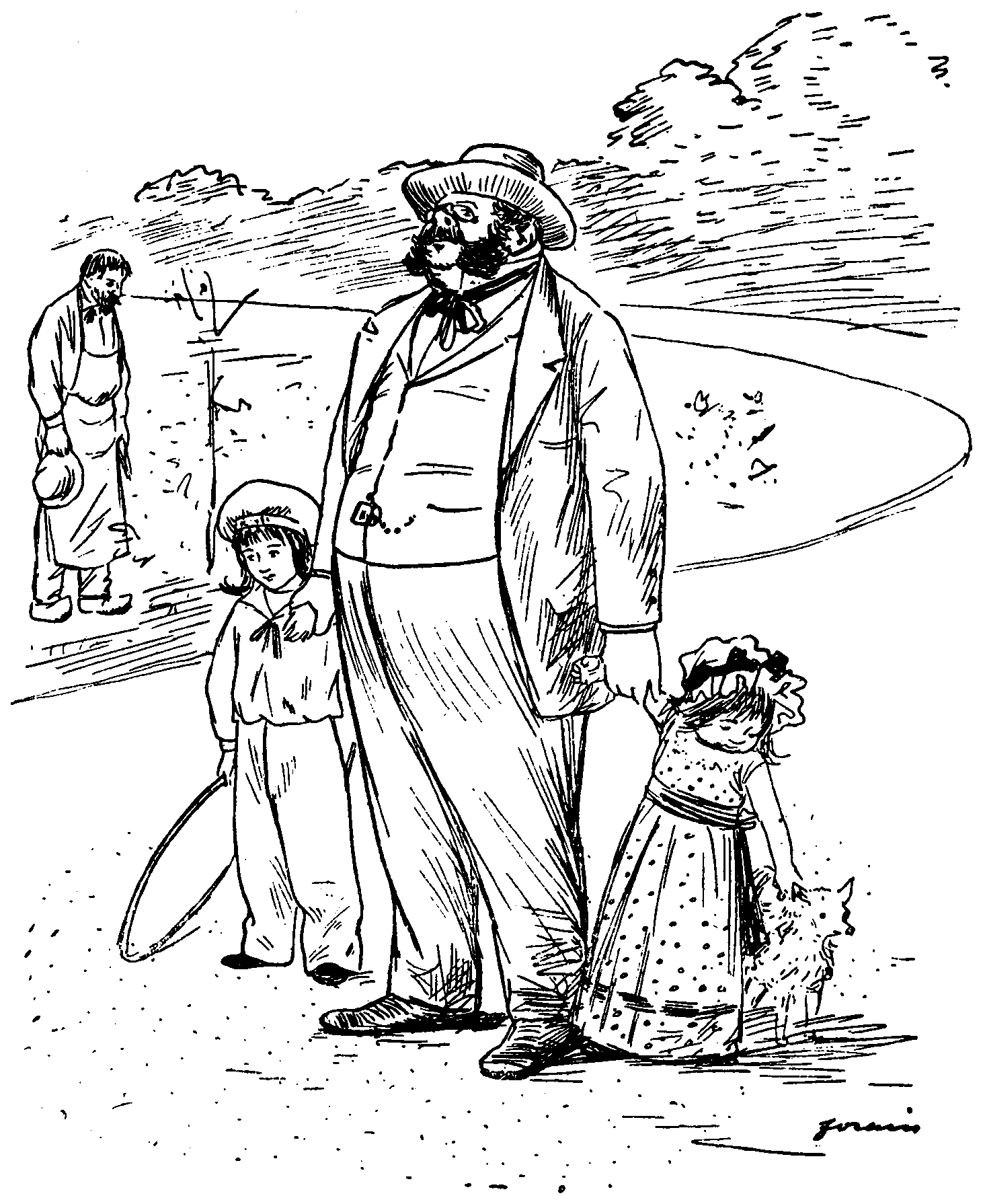
Bức tranh biếm họa mô tả giới nhà giàu mới nổi, khoảng năm 1905.

Thuật ngữ nhà giàu mới nổi hay tiền mới (tiếng Pháp: nouveau riche, có nghĩa là "tầng lớp giàu có mới" [nu.vo ʁiʃ]), chỉ những người giàu giành được vị thế đó trong thế hệ của chính họ; thuật ngữ tương đương trong tiếng Anh là tầng lớp giàu có mới hay tiền mới (trái ngược với tầng lớp "trâm anh thế phiệt", vốn dùng để chỉ những người giàu có nhờ thừa kế tài sản). Về mặt xã hội, tiền mới miêu tả những người trước đây vốn ở tầng lớp xã hội thấp và điều kiện kinh tế kém hơn; và sự giàu có mới — do của cải họ có gây nên — cho thấy sự vận động đi lên của xã hội và mang tới các hình thức tiêu dùng rõ rệt, họ thường mua các sản phẩm và dịch vụ đắt tiền thể hiện cho mọi người thấy rằng họ đang ở tầng lớp trên trong xã hội. Với nghĩa tiêu cực, nhà giàu mới nổi tác động đến sự khác biệt về loại hình, vị thế trong một tầng lớp xã hội; do đó, trong số những người giàu thuộc tầng lớp trên của xã hội; tiền mới chỉ sự thô tục, thiếu nhã nhặn và tính khoe khoang của những người mới giàu, những người chưa có kinh nghiệm sống trong tầng lớp này và không biết đến hệ thống các giá trị của những người thuộc dòng dõi "trâm anh thế phiệt", những người thừa kế sự giàu có từ thế hệ trước, chẳng hạn như tầng lớp quý tộc và quý tộc nhỏ.